# Bướm hồng
Bướm hồng, tên khoa học Mussaenda erythrophylla, là một loài thực vật có hoa trong họ Thiến thảo. Loài này được Schumach. & Thonn. mô tả khoa học đầu tiên năm 1827.

## Hình ảnh

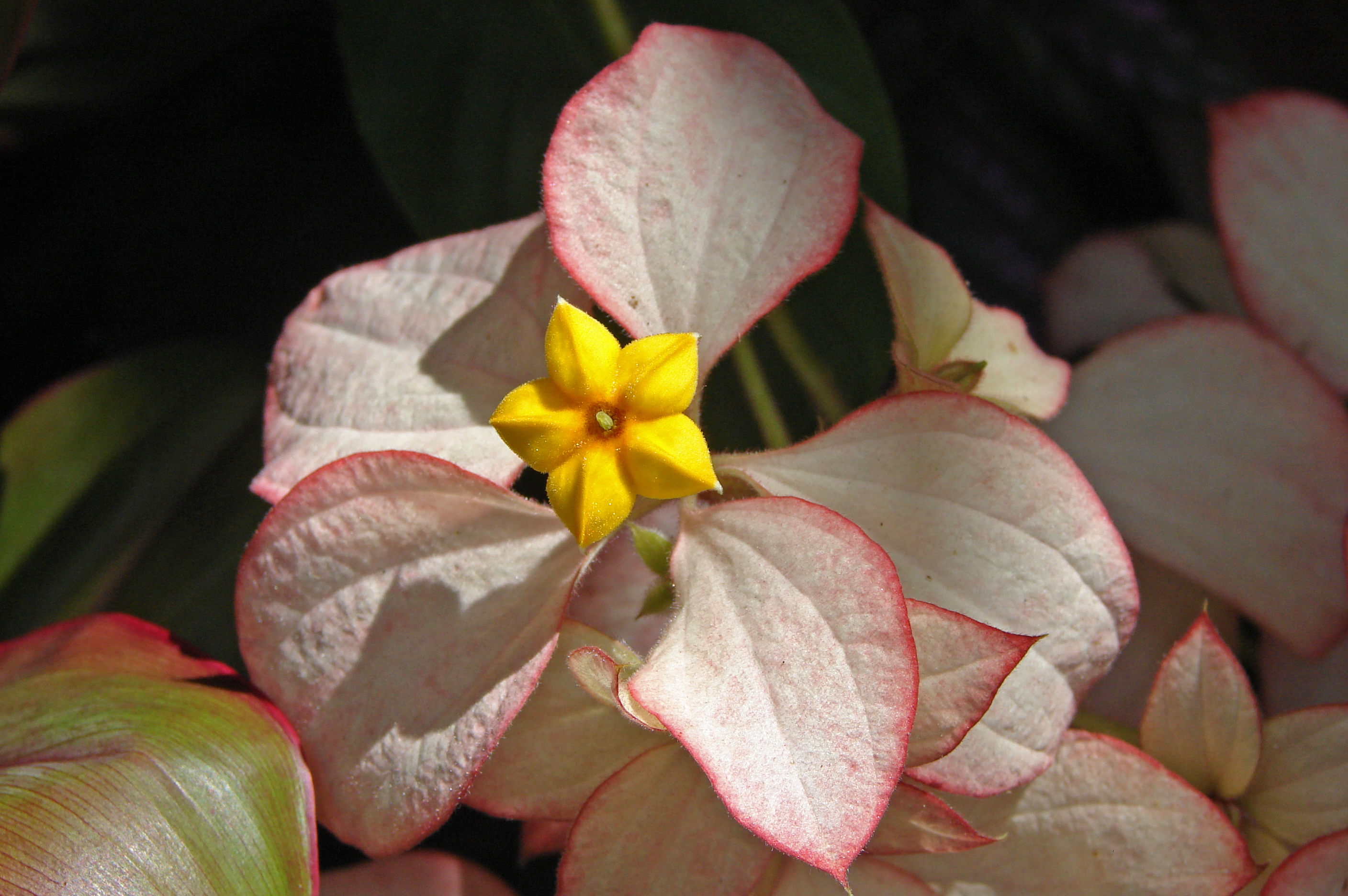
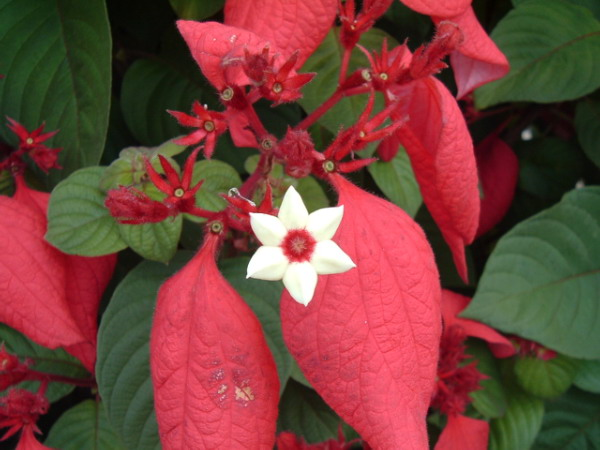
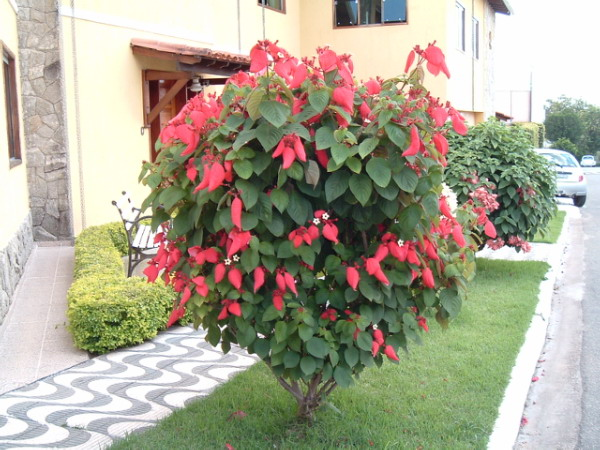
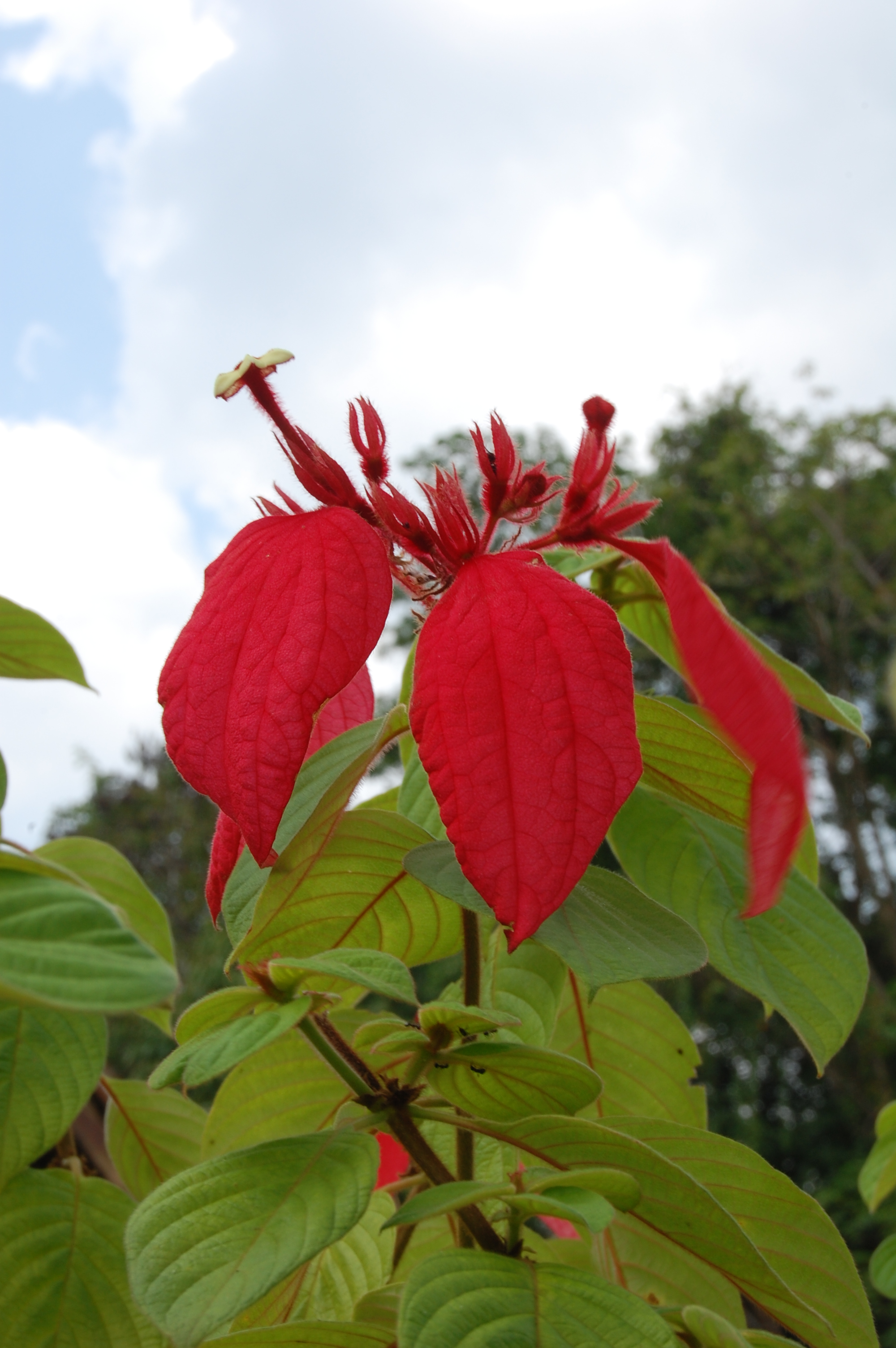